# Croc (auteur de jeux)
Pour les articles homonymes, voir Croc.
 (octobre 2015).
Si vous disposez d'ouvrages ou d'articles de référence ou si vous connaissez des sites web de qualité traitant du thème abordé ici, merci de compléter l'article en donnant les références utiles à sa vérifiabilité et en les liant à la section « Notes et références ».
Œuvres principales
- Berlin XVIII (1988)
- Whog Shrog (1988)
- Animonde (1988)
- In Nomine Satanis - Magna Veritas (1989)
- Heavy Metal (1991)
- Bloodlust (1991)
- Stella Inquisitorus (1993)
- Claustrophobia (2009)

Croc est un auteur de jeux de rôle et de jeux de société français.
Créateur notamment du jeu de plateau L'Âge des dieux (2004) et du jeu de figurines Hell Dorado (2006), ses jeux sont édités par Asmodée (anciennement Siroz Productions). Il rencontra les futurs fondateurs de cette maison d'édition (Éric Bouchaud, Nicolas Théry et Laurent Tremmel) au club du « 20 Naturel » à Viroflay, alors qu'ils étaient lycéens.
Les jeux de Croc débordent souvent d'humour satirique. Un de ses jeux, In Nomine Satanis/Magna Veritas (1989), a donné naissance à un jeu moins polémique en anglais, In Nomine.
Les auteurs avec qui il a collaboré incluent : Éric Bouchaud, Nicolas Théry, Laurent Tremmel, Mathias Twardowski, G.E. Ranne, Stéphane Bura, Alberto Varanda, etc.
Depuis 2013, il travaille chez les Space Cowboys, maison d'édition fondée par Marc Nunes, le fondateur d'Asmodee.
En 2020, il devient le directeur d'Edge Studio, la filiale d'Asmodee dédiée au jeu de rôle.

## Auteur de jeux
Les trois premiers jeux de Croc sont autoproduits, sous le label « Futur Proche ».

### Jeux de rôle
La première création de Croc, Bitume (vers 1985, édité en 1986) est un jeu post-apocalyptique à la Mad Max. En 1986, la comète de Halley frôle d'un peu trop près la Terre et provoque un cataclysme qui détruit la civilisation.
Animonde (1988) est un monde « poétique-fantastique » où la technologie (niveau médiéval) est remplacée par des animaux, soit domptés, soit en symbiose, soit des organes d'animaux morts (par exemple les gonds des portes sont des crabes, les épées sont des pattes de mantes religieuses géantes...).
Dans In Nomine Satanis/Magna Veritas (INS/MV, 1989), le monde contemporain est le terrain de bataille entre l'enfer et le ciel, dans ce qui ressemble plutôt à une guerre de gangs ou de services secrets. Les joueurs peuvent incarner un ange ou un démon, mais les deux côtés utilisent globalement les mêmes méthodes.
Heavy Metal (1991) (Croc est par ailleurs un fan de Slayer) met en scène un monde futuriste dans lequel un grand mur sépare les nations riches du Nord des nations pauvres du Sud. Cette société ultraviolente est contrôlée par la télévision et par les URC (Unités de répression cybernétiques, des flics-robots) ; le joueur peut incarner un robot des URC ou un rebelle au système.
Dans Bloodlust (1991), un monde médiéval-fantastique inspiré de Stormbringer, la civilisation humaine est façonnée par des armes intelligentes aux grands pouvoirs et aux désirs dévorants. Chaque joueur incarne à la fois l'une de ces armes et son porteur, qui changera souvent. Le jeu peut surprendre par la façon mûre dont il traite ses thèmes (pouvoir, argent, désirs humains, racisme) face à la violence omniprésente.
Stella Inquisitorus (1993) est la version space opera de In Nomine Satanis/Magna Veritas, qui se déroule en l'an 6993.
Dans Scales (1994), un monde contemporain, les personnages sont des êtres magiques incarnés dans des humains, mais qui ignorent leur vraie nature et découvrent petit à petit leurs pouvoirs. Les Dragons dominent ce monde et les autres êtres magiques, elfes, korrigans, lutins, etc. leur sont intimement liés par la magie.
Nightprowler (1995) est un jeu médiéval fantastique consacré aux voleurs, se déroulant dans un univers urbain, "les Sept Cités".
Dans COPS (2003), la situation est proche de celle décrite dans le film de John Carpenter Los Angeles 2013 (Escape from LA). La Californie a déclaré son indépendance des États-Unis en 2026. Les personnages sont des membres du COPS (Central Organisation for Public Security), une branche du LAPD (Los Angeles Police Department) créée pour gérer la criminalité du nouvel État, en 2030.
En 2015, il relance une nouvelle édition du jeu de rôle In Nomine Satanis/Magna Veritas.

### Jeux de plateau
Gore ! est un jeu de plateau sur le thème des zombies. Présenté dans un coffret en forme de boîte de cassette vidéo VHS, c'est un jeu humoristique inspiré par les films de morts vivants.
L'Âge des dieux est un jeu de plateau ou les joueurs incarnent des divinités manipulant divers peuples dans un univers médiéval-fantastique.
À la fin de 2009, il crée un jeu de plateau, Claustrophobia où des humains affrontent des démons dans les souterrains de la Nouvelle Jérusalem.

## Divers
Croc a également traduit le jeu de société Car Wars ainsi que sa version GURPS (tous deux édités par SJGames) en français, et contribue au Livre des cinq anneaux, la version française de Legend of the Five Rings (AEG, édité en français par Siroz/Asmodée).
Par ailleurs, Croc est sensible à la cause animale et à la conservation des espèces. Il annonce avoir des parts dans un Zoo en France .